# Carl Atterberg
Carl Atterberg, född 1843, död 1890, var en svensk tecknare.
Atterberg var som tecknare autodidakt. Bland hans bevarade arbeten märks en rad gårdar och byggnader från 1870- och 1880-talet i Helgeåtrakten i Värmland samt ett antal skissböcker.